# Шах-Шуджа (Музаффарид)

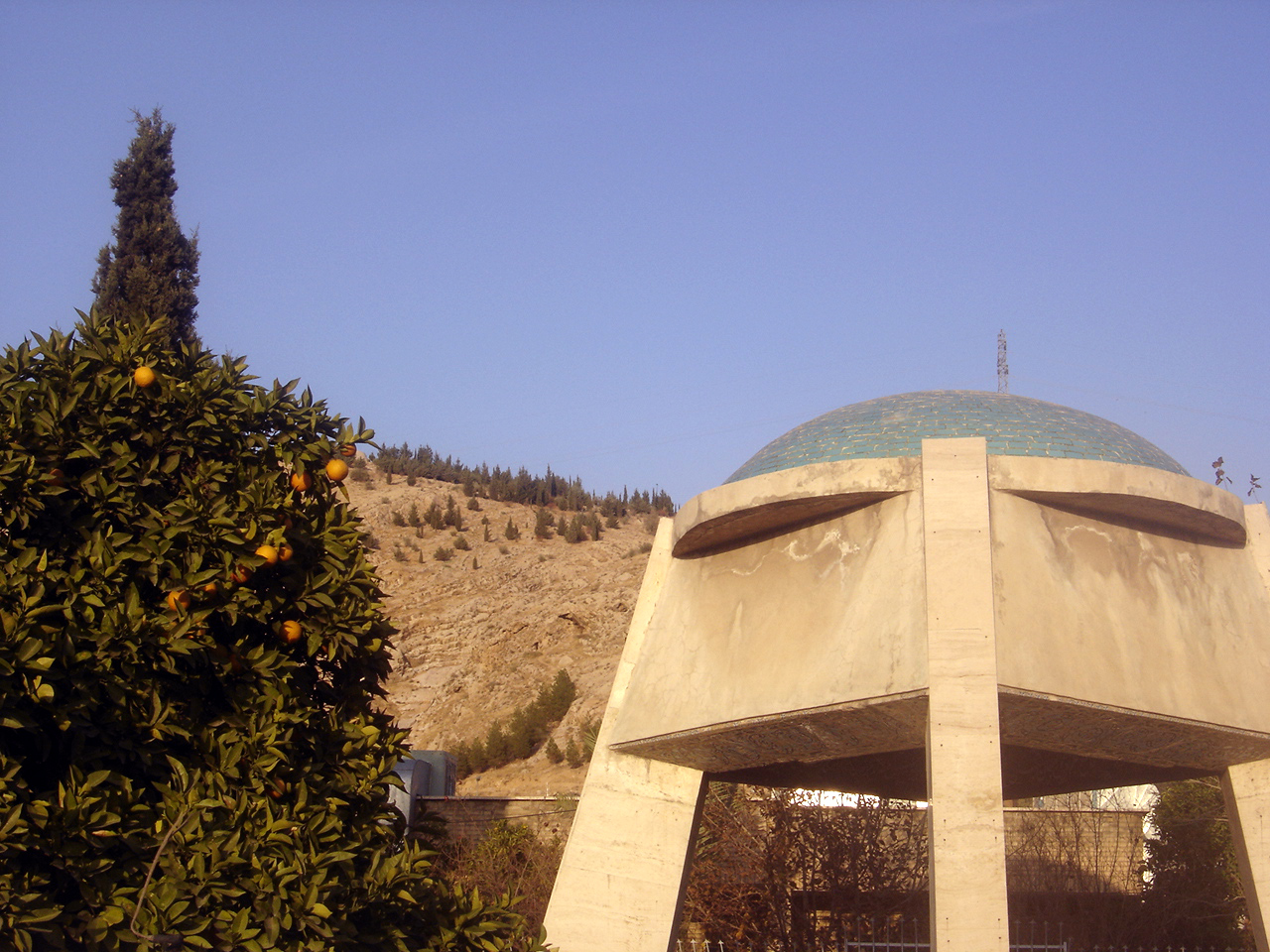
Могила Шах-Шуджи

Джалал ад-Дин Шах-Шуджа (ум. 1384) — эмир Кермана, Фарса и Исфахана из династии Музаффаридов в 1358—1384 годах.

## Биография
В 1357 году Шах-Шуджа начинает править Ширазом. В итоге город развивается.
В 1359 году против Мубариза ад-дина назрел заговор родственников; заговорщиками руководил побочный сын Мубариза, Шах-Шуджа. В ходе заговора он сверг отца и ослепил его. Затем Шах-Шуджа начал бороться со своим братом Шах-Махмудом, тогда возглавлявшим Исфахан. Борьба была очень долгой и до самой смерти Шах-Махмуда. В 1375 году мечта Шах-Шуджи сбылась — он получил Исфахан. Затем он пошёл в Азербайджан против Джалаирида Хусайна ибн Увайса. Когда в Иран вторгся Тимур, Шах-Шуджа сразу же признал его власть, поэтому все его владения остались целы.
В 1382 году Шах-Шуджа богато одарил армию Тимура, тем самым спас Шираз от разграбления. Тимур взял дочь Шуджи себе в жёны.
В 1384 году, перед своей смертью, он осуществил разделение государства между своими двумя сыновьями; получилось так, что Ахмад стал владеть Керманом, а Зайн ал-Абидин — Фарсом; его столицей был Шираз. После смерти Шуджи между Музаффаридами начались междоусобные войны, и поэтому город пришёл в упадок.